# Con hổ giấy

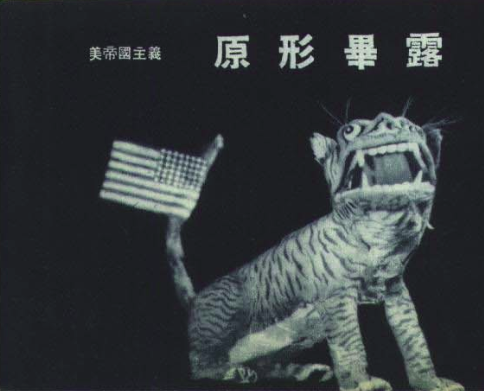
Con hổ giấy với quốc kỳ Mỹ, tượng trưng cho chủ nghĩa đế quốc Mỹ (Nhân dân họa báo, số tháng 8 năm 1950)

"Con hổ giấy" (giản thể: 纸老虎; phồn thể: 紙老虎; Hán-Việt: Chỉ lão hổ; bính âm: Zhǐlǎohǔ) là cụm từ tiếng Trung đề cập đến điều gì đó hoặc ai đó tuyên bố hoặc có vẻ mạnh mẽ hoặc đe dọa nhưng thực tế là không hiệu quả và không thể chịu đựng được thách thức. Cụm từ này đã trở nên nổi tiếng trên toàn thế giới như một khẩu hiệu được Mao Trạch Đông, cựu Chủ tịch Đảng Cộng sản Trung Quốc và nhà lãnh đạo tối cao của Trung Quốc sử dụng để chống lại các đối thủ chính trị của ông, đặc biệt là Hoa Kỳ. Kể từ đó, nó đã được sử dụng với nhiều khả năng và biến thể khác nhau để mô tả nhiều đối thủ và thực thể khác.